# Dirk Schermerhorn (ingenieur)
Dirk Schermerhorn (Russisch: Дирк Шермергорн, Dirk Sjermergorn) (Zuid- en Noord Schermer, 26 april 1900 – 1941) was een Nederlandse ingenieur. In 1924 ging Schermerhorn naar de Sovjet-Unie om daar mee te helpen aan de opbouw van de industrie.

## Biografie
Schermerhorn werd geboren in Zuid- en Noord Schermer als zoon van Teunis Schermerhorn en Trijntje Honig. Hij was een broer van Wim Schermerhorn, eerste premier van Nederland na de Tweede Wereldoorlog.
In 1924 behaalde hij zijn diploma civiel ingenieur aan de Technische Hogeschool Delft. Hij vertrok vervolgens naar de Sovjet-Unie om daar mee te helpen aan de opbouw van de industrie. In 1927 gaf hij voor het gezelschap "Practische Studie" in Delft een lezing over de industriële ontwikkeling van het Kuznetsk kolenbekken in Siberië. In 1929 gaf hij een lezing voor het Genootschap Nederland-Nieuw-Rusland.
Hij werkte tot 1932 mee aan de aanleg van de Turkestan-Siberische spoorlijn, een van de grootste projecten uit het eerste vijfjarenplan, en hij was verantwoordelijk voor de aanleg van de metro van Moskou tussen 1932 en 1935.
Lazar Kaganovitsj, lid van het Politburo en Schermerhorns directe chef, stelde Schermerhorn aansprakelijk voor een ongeluk in de Moskouse metro en in 1936 werd Schermerhorn als eerste Nederlander tijdens de Grote Zuivering opgepakt. Aangenomen werd dat men niet tevreden was over Schermerhorn omdat door zijn toedoen de oplevering van de metro een aantal weken was vertraagd, waardoor deze niet op 7 november 1936, de dag van de revolutie, kon worden geopend. Op 26 november 1937 werd hij wegens onder meer spionage en economische sabotage veroordeeld en direct daarna geëxecuteerd.
Nikita Chroesjtsjov, die onder dezelfde voorman aan de metro gewerkt had, was er verantwoordelijk voor dat Schermerhorn in 1956 gerehabiliteerd werd.

## Onderscheiding
- Orde van de Rode Vlag van de Arbeid, 1930[10]